# Through Shaded Woods (album)
Through Shaded Woods – siódmy album studyjny Lunatic Soul. Płyta ukazała się 13 listopada 2020 roku. Jest inspirowana skandynawskim oraz słowiańskim folkiem i nawiązujące do twórczości takich zespołów jak Heilung czy Warduna. Album składa się z sześciu utworów, a w specjalnej, limitowanej edycji zawiera ponad 30 minut dodatkowej muzyki. Mariusz Duda skomponował wszystkie piosenki i po raz pierwszy w historii Lunatic Soul zagrał na wszystkich instrumentach na płycie.
Na Through Shaded Woods Duda nie rezygnuje z charakterystycznej dla swojej twórczości melancholii i mroku, ale tym razem stawia przed wszystkim na „światło i nadzieję”. Na płycie praktycznie nie ma elektroniki, która dominowała na wcześniejszych albumach Lunatic Soul. Wydawnictwo wypełnia organiczne brzmienie oparte głównie na gitarach akustycznych, basie i instrumentach klawiszowych. Warstwy utworów zawierają zastosowanie różnych zabiegów i instrumentów wpisanych w folk – szeptane chóry, pulsujące rytmiczne bębny, delikatne klawisze.
Recenzenci zwracali uwagę na to, że jest to najbardziej pozytywna propozycja Lunatic Soul. Jak stwierdzał portal rockserwis.fm: "W tym trudnym, pełnym wyzwań i niepokoju czasie pandemii Mariusz Duda zaprasza na wycieczkę do lasu, by tam poszukać harmonii i wyciszenia i choć na chwilę zapomnieć o dołującej codzienności". Sam artysta mówił, że Through Shaded Woods jest o przezwyciężeniu mroku, który w tym przypadku symbolizuje lęki, traumy i koszmary. "Motywem przewodnim tej płyty jest przejście przez ten las i przezwyciężenie mroku. Trzeba zrobić pierwszy krok i wydostać się z tych chaszczy, gąszczów i krzaczorów na jakąś polanę, gdzie już świeci słońce i możemy odetchnąć świeżym powietrzem".
W wersji rozszerzonej albumu na drugim krążku znajduje się suita „Transition II”, blisko 28 minutowa kompozycja przybliżająca całą historię Lunatic Soul. Słuchacze Mariusza Dudy mogą w niej znaleźć fragmenty inspirowane czarno-białym dyptykiem pierwszych dwóch płyt projektu, czyli Lunatic Soul oraz Lunatic Soul II. Kompozycja zawiera również odniesienia do warstwy muzycznej albumów Walking on a Flashlight Beam, Impressions, Fractured, Under the Fragmented Sky.

## Lista utworów[9]

### Płyta I
I. „Navvie” - 4:03
II. „The Passage” - 8:57
III. „Through Shaded Woods” - 5:51
IV. „Oblivion” - 5:03
V. „Summoning Dance” - 9:52
VI. „The Fountain” - 6:04

### Płyta II
I. „Vyraj” - 5:32
II. „Hylophobia” - 3:20
III. „Transition II” - 27:45